# 2号密西西比州州道
2号密西西比州州道（英語：Mississippi Highway 2，MS2）是密西西比州北部的两段州道的合称。其中西段连接了5号密西西比州州道和15号密西西比州州道，东段西起里普利接4号密西西比州州道，东至科林斯到田纳西州边界接22号田纳西州州道。